# Nicola (aardappel)

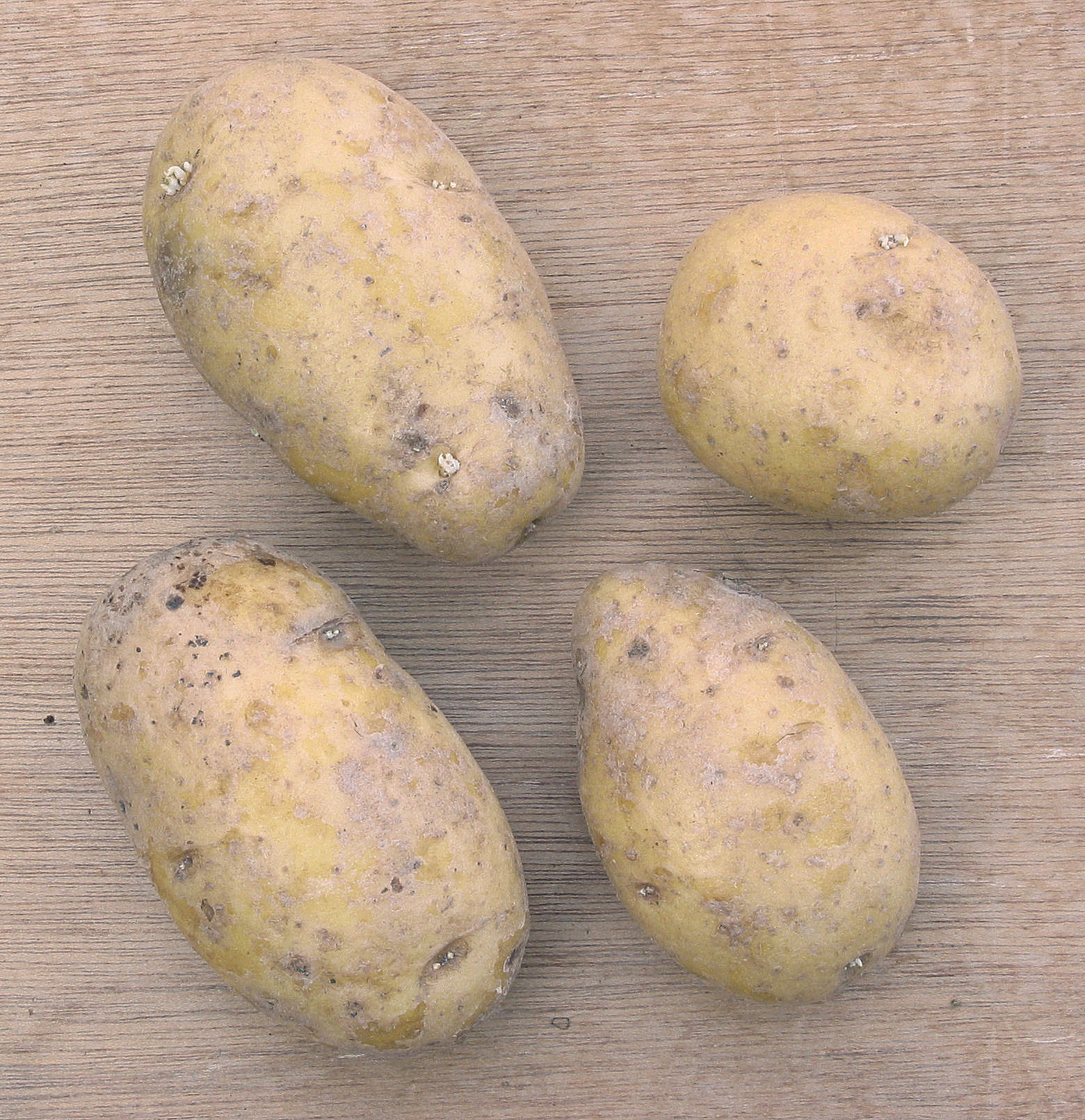

Nicola is een aardappelras dat in 1964 is ontstaan uit de kruising clivia × 6430/1011 en heeft in 1974 kwekersrecht gekregen. De kruising is gemaakt door Saatzucht Soltau-Bergen (Duitsland). Nicola is weinig gevoelig voor droogte. In 1975 is het ras in de handel gebracht door handelsmaatschappij Van Rijn b.v. uit Poeldijk, die als eerste erin slaagde een aardappelras gedurende het gehele jaar in de schappen van de supermarkt te presenteren door middel van lokale productie gecombineerd met import uit onder meer Marokko, Cyprus en Israël.
Nicola is een middellaat consumptieaardappelras en heeft geelvlezige, langovale, vlakogige knollen met een lichtgele schilkleur. Nicola is een vastkokende aardappel.

## Ziekten
Het blad van Nicola is tamelijk vatbaar voor de aardappelziekte, maar de knol weinig. De knollen zijn vrij weinig tot weinig vatbaar voor schurft en onvatbaar voor fysio 1 van de wratziekte. Verder is het ras vrij sterk gevoelig voor kringerigheid, middelmatig tot vrij weinig vatbaar voor de virusziekte bladrol, weinig voor YN-virus en onvatbaar voor het A-, X- en Yc-virus en wratziekte. Nicola is resistent tegen biotype A (=Ro1) van aardappelmoeheid.

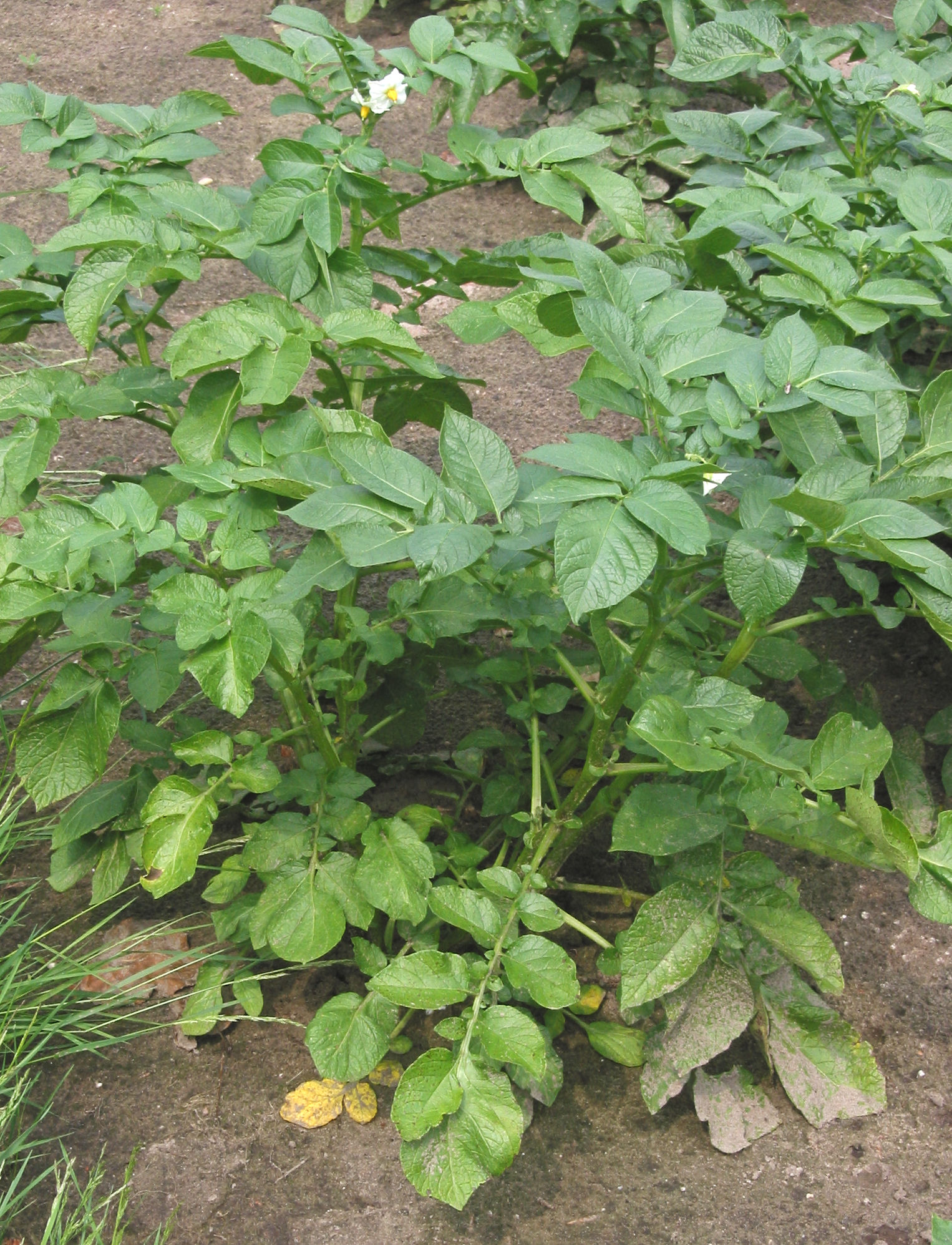
Bloeiende plant
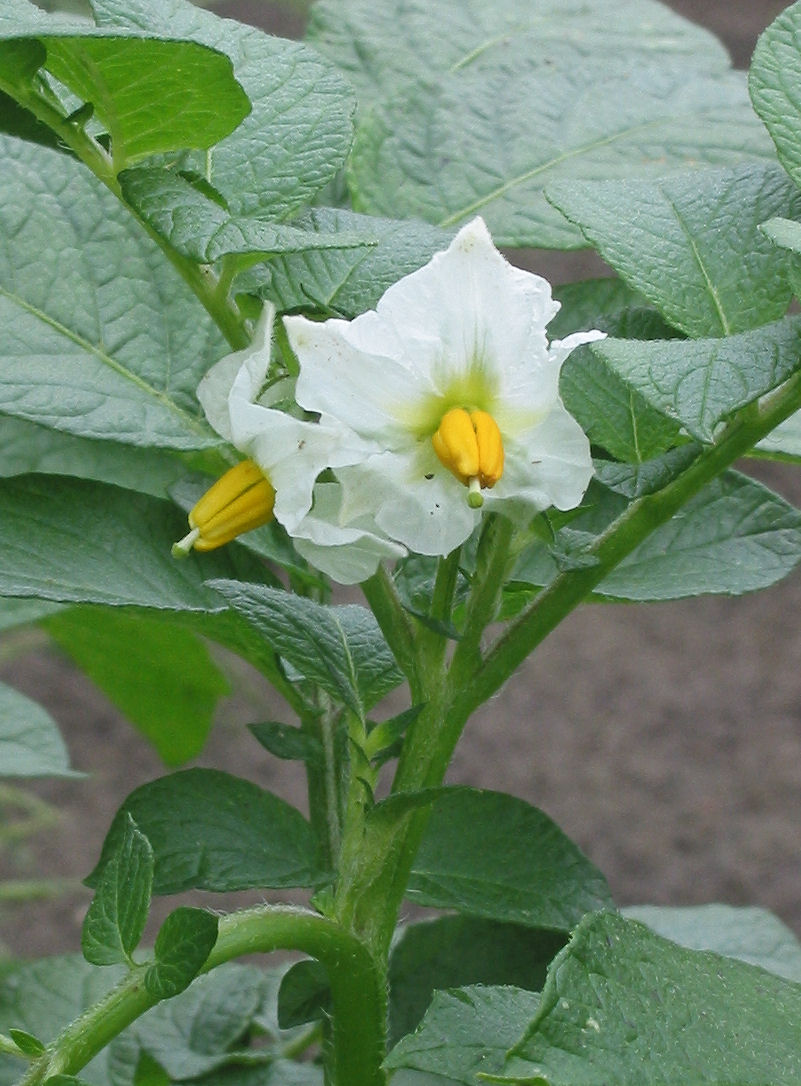
Bloemen
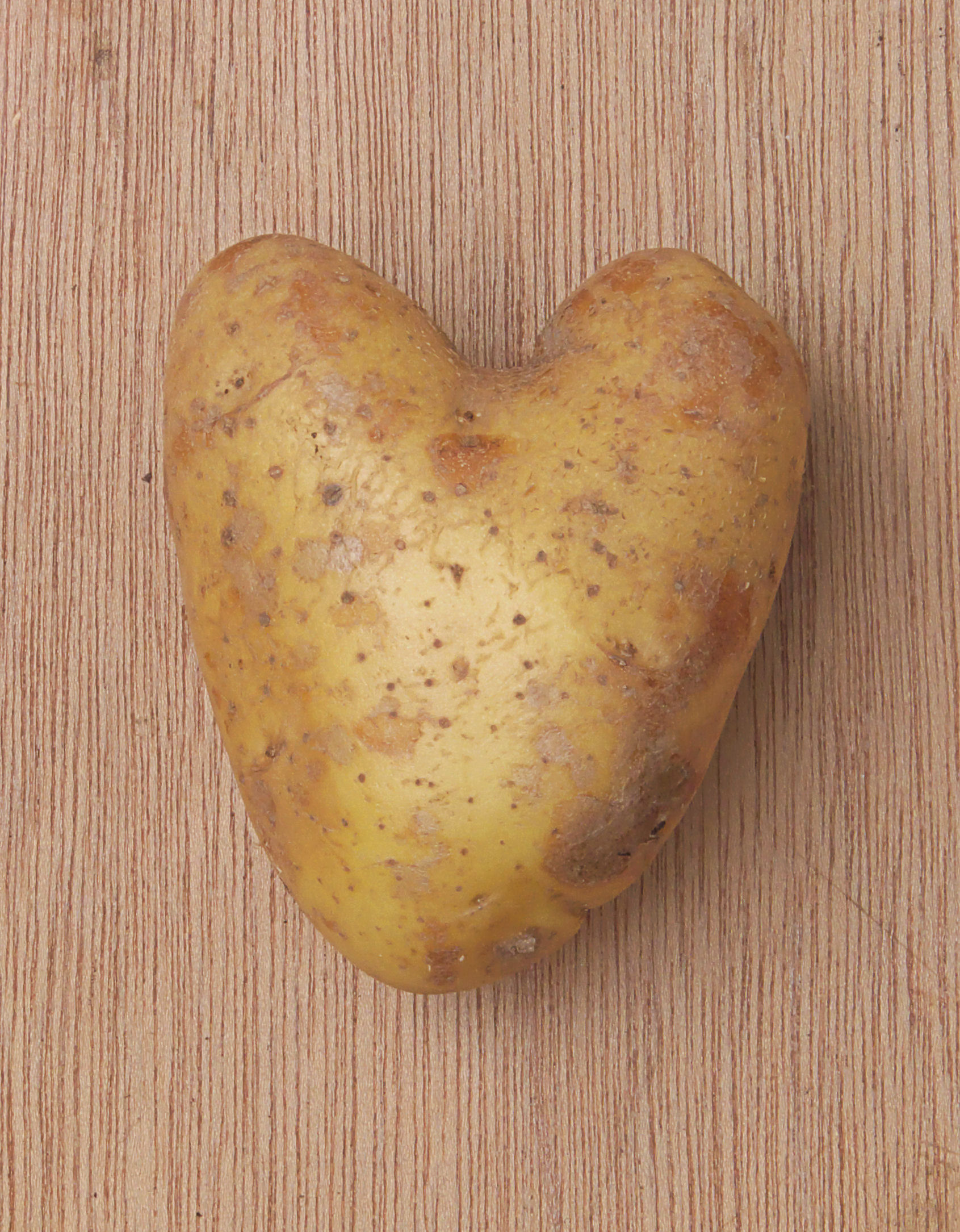
Nicola